# Гара Талашман (Васлуј)
Гара Талашман (рум. Gara Tălășman) насеље је у Румунији у округу Васлуј у општини Виндереј. Oпштина се налази на надморској висини од 168 m.

## Становништво
Према подацима из 2002. године у насељу је живело 186 становника, од којих су сви румунске националности.